# Saronförsamlingen, Boxholm
Saronförsamlingen var en församling i Boxholms kommun. Församlingen bildades 1942 i november månad. Församlingen uppgick tillsammans med Centrumkyrkans församling 2013 i Boxholms frikyrkoförsamling.
Församlingskyrkan var Centrumkyrkan som byggdes 1970. 

## Historik
Församlingen bildades i november 1942 och tillhörde då samfundet Örebromissionen.